# Variabilichromis moorii
Variabilichromis moorii е вид лъчеперка от семейство Цихлиди (Cichlidae), единствен представител на род Variabilichromis.

## Разпространение
Видът е разпространен само в южните части на езерото Танганика в Африка на дълбочина не повече от 10 метра.